# Gravelbourg n.º 104
Gravelbourg n.º 104 es un municipio rural canadiense situado en la provincia de Saskatchewan.

## Superficie
Gravelbourg n.º 104 tiene una superficie de 824,45 km².

## Demografía
En 2021, tenía 317 habitantes, una densidad poblacional de 0,4 hab./km², y 154 viviendas.